# Come Over When You're Sober, Pt. 1
Come over when you're sober, Pt. 1 (ofta förkortad till COWYS) är ett själv-utgivet debut mini-album av den amerikanska rapparen och sångaren Lil Peep,  som släpptes den 15 augusti 2017 av First Access Entertainment och  Warner Music Sweden. Det var hans första album och kom även att bli det sista under hans livstid, då Lil Peep dog den 15 november 2017, exakt tre månader efter att albumet släppts.
Albumet är producerat Smokeasac och IIVI, och gjordes med hjälp av Grammy-vinnande musikerna Rob Cavallo och basisten Juan Alderete. Det är det första Lil Peepprojektet utan inslag av sampling, något som var vanligt förekommande i hans tidigare låtar.
Efter att Come Over When You're Sober, Pt.1 släppts debuterade albumet i endast ett land, Tjeckien den 22 augusti 2017. Efter Lil Peeps död, kom Come Over When You're Sober, Pt.1 på nr 168 på Billboard 200 och sålde 16 000 album-ekvivalenta enheter den följande veckan, toppade vid nr 38.

## Uppföljningsalbum
Efter Lil Peeps död avslöjade hans producent Smokeasac att Peep hade gjort flera låtar han inte släppt, speciellt gjorda för en eventuell uppföljare med namnet, "Come Over When You're Sober, Pt. 2". I en tweet strax efter Peeps död skrev Smokeasac att han och Peep gjorde "vacker musik" under 2017 och att han fortfarande har musik han inte släppt från honom.
Smokeasac har sagt på twitter att albumet kommer ut 1 november 2018.
Kort efter att Lil Peeps marknadsföringsturné för albumet hade avslutats så meddelade han på Twitter att han skulle släppa en EP, kallad Goth Angel Sinner, bestående av tre låtar ("Wake Me Up", "Belgium" och "Needle" ) producerad av Fish Narc.[källa behövs]

## Låtlista
produktionskrediter från Åhrs officiella SoundCloud konto
| 1.           | Benz Truck                         | Smokeasac          | 2:40  |
| 2.           | Save That Shit                     | Smokeasac • \|IIVI | 3:52  |
| 3.           | Awful Things (featuring Lil Tracy) | Smokeasac • \|IIVI | 3:34  |
| 4.           | U Said                             | Smokeasac • \|IIVI | 3:44  |
| 5.           | Better Off (Dying)                 | Smokeasac • \|IIVI | 2:35  |
| 6.           | The Brightside                     | Smokeasac          | 3:36  |
| 7.           | Problems                           | Smokeasac • \|IIVI | 3:29  |
| Total längd: | Total längd:                       | Total längd:       | 23:30 |